# Maxine Nightingale
Maxine Nightingale (Wembley, 2 november 1952) is een Britse soul- en r&b-zangeres.

## Carrière
Nightingale was een van drie kinderen van de Guyanese komiek Benny Nightingale en zijn vrouw Iris. De andere kinderen waren dochter Rosalind en zoon Glenn. Ze zong voor het eerst met haar schoolband. Op 13-jarige leeftijd bezochten zij en haar vriend een buurthuis, waar de band Unisound repeteerde. Ze vroegen haar om te zingen met hen en ze vervoegde zich bij hen in het Britse cabaret-circuit. De manager van een van de clubs waar ze optraden vroeg Nightingale om een demo te maken en brachten deze naar Pye Records, waar ze haar eerste opnamen maakte. Ondanks dat ze zou worden overzien door A&R-baas Cyril Stapleton, bleven drie singles bij Pye Records, uitgebracht in juli 1969 en maart 1971, onopgemerkt.
In 1969 begon Nightingale voor een periode van ongeveer 18 maanden in de West End-productie van de musical Hair. Ze speelde een ondersteunende rol en doubleerde de vrouwelijke rol van Sheila. Daarna ging ze naar Duitsland en vormde ze een relatie met een acteur van de Duitse productie van Hair, die ze had ontmoet toen ze de West End-productie had bezocht. In Duitsland ging Nightingale verder met haar musical-carrière in Hair als Sheila, Jesus Christ Superstar en Godspell. Ze begon een relatie met Minoru Terada Domberger, de regisseur van de Duitse productie van Hair, hetgeen leidde tot een huwelijk en een dochter Langka Veva Domberger, geboren in 1973.
Nightingale ging terug naar Londen met haar echtgenoot en dochter en trad op in de West End-productie van Savages, waarna ze zich terugtrok uit de professionele artiestenwereld. 
Haar gezang op de opname Fool van Al Matthews kwam onder de aandacht van de sessie-producent Pierre Tubbs, die componist J. Vincent Edwards vroeg een song voor haar te schrijven. Edwards had eerder gewerkt met Nightingale in de West End-productie Hair en overtuigde haar om de song Right Back Where We Started From op te nemen. Hij verhinderde Nightingale's aanvankelijke weigering en onverschilligheid tijdens een tweede poging voor een opname-carrière. Ze nam de song op in de veronderstelling, dat deze zou worden uitgebracht onder een pseudoniem.
Na te zijn uitgebracht bij United Artists Records onder haar echte naam, haalde de single in de herfst van 1975 de Britse hitlijst (#8). In de Verenigde Staten werd de single begin 1976 uitgebracht met enthousiaste reacties en plaatste zich in mei 1976 in de Billboard Hot 100 (#2). Nightingale, die haar echtgenoot vergezelde naar zijn geboorteland Japan, was gemotiveerd door het succes van haar single in de Verenigde Staten en keerde naar Londen terug om het album Right Back Where We Started From te completeren. Ze ging daarna naar de Verenigde Staten, dat ze als haar thuisland zag.

## Latere carrière
De enige belangrijke hit van Nightingale in de periode opvolgend aan het succes van Right Back Where We Started From was Love Hit Me in het Verenigd Koninkrijk van haar tweede album. Gepromoot door haarzelf in een Top of the Pops-optreden in maart 1977, plaatste de single zich in april 1977 in de Britse hitlijst (#11).
Haar derde album Love Lines werd in 1978 uitgebracht in het Verenigd Koninkrijk en Europa met de singles Lead Me On en (Bringing Out) The Girl in Me uit dit album. Beiden waren onopvallend ondanks haar promotie van laatstgenoemde in een ander Top of the Pops-optreden in juni 1978. Het in de Verenigde Staten uitgebrachte Lead On Me (begin 1979) ondervond een gunstig onthaal, voornamelijk in de easy listening-markt. Het nummer plaatste zich in juli in de Billboard Easy Listening-hitlijst (#1). Het nummer steeg geleidelijk genoeg met mainstream-pop ondersteuning om zich in september te plaatsen in de Billboard Hot 100 (#5). Net als met Right Back Where We Started From was ze niet in staat om haar top 10-succes te evenaren, het opvolgende (Bringing Out) The Girl in Me kenmerkte haar laatste Hot 100-verschijning (#73). Lead On Me is een herverpakte en lichtelijk geremixde versie van de vorige Europese lp met de toevoeging van een nieuwe song in discostijl Hideaway. De songs Lead On Me en Hideaway werden uitgebreid voor een promotionele 12" opname.
Nightingale bereikte voor het eerst de top 20 in de Billboard r&b-hitlijst in 1982 met Turn to Me, een duet met Jimmy Ruffin. Daarna verliet ze de pop mainstream en werkte ze ongeveer 20 jaar als een meer jazz-georiënteerde live-vertolkster. Ze had een album opgenomen van haar liveoptredens in B.B. Kings club bij de Universal Studios in Hollywood, alhoewel dit niet werd uitgebracht. Sinds 2000 was ze actief in het retro-muziekcircuit, trad ze op in het PBS muziekspecial Superstars of Seventies Soul: Live. In februari 2008 ondernam ze een clubtournee in Australië.

## Discografie

### Singles
- 1969: Talk to Me / Spinning Wheel
- 1969: Don't Push Me Baby / Thru' Loving You
- 1971: Love on Borrowed Time / It's That Hurtin' Thing
- 1975: Right Back Where We Started From / Believe in What You Do
- 1976: Right Back Where We Started From / Believe in What You Do
- 1976: Gotta Be the One / Can't Get Enough
- 1976: Gotta Be the One / One Last Ride
- 1976: (I Think I Wanna) Possess You / Life Has Just Begun
- 1976: I Wonder Who's Waiting Up for You Tonight / Bless You
- 1977: Love Hit Me / Life Has Just Begun
- 1977: Love Hit Me / If I Ever Lose This Heaven
- 1977: Will You Be My Lover / How Much Love
- 1977: Didn't I (Blow Your Mind This Time) / You Are Everything
- 1977: Didn't I (Blow Your Mind This Time) / I Wonder Who's Waiting Up For You Tonight
- 1977: Right Now / ?
- 1978: Lead Me On / No One Like My Baby
- 1978: (Bringin' Out) The Girl in Me / You Are the Most Important Person in Your Life
- 1979: Lead Me On / Love Me Like You Mean It (Forest For the Trees op vroegere persingen)
- 1979: (Bringin' Out) The Girl in Me / Hideaway
- 1980: All Night With Me / Work On It
- 1980: All Night With Me / Tight Spot
- 1980: Take Your Heart / Why Did You Turn Me On
- 1982: Turn to Me (met Jimmy Ruffin)/ Give a Little Love (to Me)
- 1982: I Don't Miss You at All / ?
- 1986: My Heart Knows / Same Refrain

### Albums
- 1976: Right Back Where We Started From
- 1977: Love Hit Me alias Night Life (1977)
- 1978: Love Lines alias Lead Me On
- 1980: Bittersweet
- 1982: It's a Beautiful Thing
- 1986: Cry for Love

### NPO Radio 2 Top 2000
Van Maxine Nightingale stond alleen Right back where we started from in 1999 in de NPO Radio 2 Top 2000, op plek 1953.
- Bibsys: 44283
- Biblioteca Nacional de España: XX1792731
- Gemeinsame Normdatei: 1146316852
- International Standard Name Identifier: 0000 0000 8195 368X
- Library of Congress Control Number: n95104277
- MusicBrainz: 0d8da158-389d-4b58-a62e-a6b5870fc3a4
- Nationale Bibliotheek van Tsjechië: xx0083057
- Virtual International Authority File: 6648587
- WorldCat: E39PBJcr8kKWqyDbHfrqDFJhpP